# Chromoteleia theobaldi
Chromoteleia theobaldi är en stekelart som beskrevs av Maneval 1938. Chromoteleia theobaldi ingår i släktet Chromoteleia och familjen Scelionidae. Inga underarter finns listade i Catalogue of Life.